# ゼムリャク
ゼムリャク（ロシア語: Земляк）は、1990年代に活動していたロシアの政治団体で、千島列島の日本への返還を主張していた。この団体は、1992年に国後代議院議長だったミハイル・ルキャノフによって設立された。第二次世界大戦で連合国が日本に勝利した後に千島列島を占領したソ連は、1991年に解体したばかりだった。ルキャノフは、ソ連崩壊後のロシアよりも日本の一部として国後がより良い経済的見通しを持つと信じていた。彼は、北方領土問題が両国からの国後への金融投資の主な障害であると主張し、その主張を裏付けるためにロシアの財政移転とロシア極東の他の地域への日本の投資を挙げた。
この団体は国後島の地元民に不評で、彼らはルキャノフの「親日的立場」を批判した。ルキャノフは国連にクリル諸島の領有権をロシアから日本に移譲するよう請願したが、無駄だった。彼は後に日本に政治亡命を申請したが、その申請は却下された。このグループは最盛期には300人の会員を擁していたと主張した。このグループは1990年代以降は忘れ去られ、2019年にはルキャノフは国後島の他の住民から社会的に追放され隠遁者として暮らしていたと報じられている。